# 5013 Сучжоусаньчжун
5013 Сучжоусаньчжун (5013 Suzhousanzhong) — астероїд головного поясу, відкритий 9 листопада 1964 року.
Тіссеранів параметр щодо Юпітера — 3,335.